# Rattlesnakes (album)
Rattlesnakes was het debuutalbum van Lloyd Cole samen met zijn band the Commotions. De band brak door met 'Perfect Skin' en werd in korte tijd populair in Engeland. Het album bereikte de 13e plaats in de Britse album top 50. Het nummer Rattlesnakes is gecoverd door Tori Amos. Het nummer Are You Ready To Be Heartbroken? is gecoverd door Sandie Shaw.
In september 2004 kwam er een heruitgave van het album ter gelegenheid van de 20e verjaardag van het album. In deze luxe-editie zijn de 10 oorspronkelijke nummers digitaal geremasterd en wordt een bonus-cd bijgeleverd met demo's en live tracks. Ter gelegenheid hiervan werden tevens enkele reünieconcerten gegeven met de oude band.

## Bandleden
- Lloyd Cole - zang, gitaar
- Neil Clark - gitaar
- Lawrence Donegan - basgitaar
- Blair Cowan - keyboard
- Stephen Irvine - drum

## Lijst van nummers
1. Perfect Skin
2. Speedboat
3. Rattlesnakes
4. Down On Mission Street
5. Forest Fire (Extended Version)
6. Charlotte Street
7. 2cv
8. Four Flights Up
9. Patience
10. Are You Ready To Be Heartbroken?

Extra nummers op de meeste CD's:
1. Sweetness
2. Andy's Babies
3. The Sea And The Sand
4. You Will Never Be No Good